# Нова Тарасівка
Нова́ Тара́сівка — село в Україні, у Петропавлівській сільській громаді Куп'янського району Харківської області. Населення становить 268 осіб. До 2020 орган місцевого самоврядування — Ягідненська сільська рада.

## Географія
Село Нова Тарасівка знаходиться на річці Кобилка (в основному на лівому березі). На відстані 2 км розташовані села Затишне, Миколаївка, Орлянка і Ягідне.

## Історія
- 1918 - дата заснування.
- 12 червня 2020 року, відповідно до Розпорядження Кабінету Міністрів України  № 725-р «Про визначення адміністративних центрів та затвердження територій територіальних громад Харківської області», увійшло до складу Петропавлівської сільської громади[1].
- 19 липня 2020 року, в результаті адміністративно - територіальної реформи та ліквідації колишнього Куп'янського району, село увійшло до складу Куп'янського району Харківської області[2].

## Економіка
- Молочно-товарна ферма.